# 徐杰 (篮球运动员)
徐杰（2000年1月16日—），中国大陆职业男子篮球运动员，司职控球后卫，目前效力于CBA联盟的广东华南虎队，同时是中国国家男子篮球队集训队员。其亦是惠州市第一位参加中国男子篮球职业联赛的运动员，以及是首位在上述赛事的总决赛中上场比赛的00后篮球员。

## 生平

### 早年
2000年1月16日，徐杰出生于广东省惠州市博罗县。其自小成长于该县园洲镇九潭村（今九潭社区）沥东村，而该村有着十分浓厚的篮球氛围。其父亲是一名篮球爱好者，在平日打球时总带着其一同前往，这令其对篮球产生了浓厚兴趣，并在六七岁时开始随其父学习篮球。
10岁时，徐杰参加了惠州市博罗县业余体校的篮球训练课，进一步地完成了篮球启蒙。一年后，其在表弟的推荐下前往东莞市体育运动学校进行试训，随后被前中国女篮主教练丁万松看中，成为后者在该校招收的第一批学员之一。

### 梯队生涯
2012年，徐杰跟随丁万松一同加入广东宏远男篮三队。这年夏季，徐杰随队代表东莞市参加该年度的广东省青少年篮球锦标赛，并获得亚军，其本人则被传媒形容为当次比赛的最大亮点。同年11月2日，其参演的纪录片《上篮》于“清影东莞行”佳作首映式暨微电影创作交流会首映。2013年7月，其带领球队在全国高水平后备人才基地U13篮球比赛上获得冠军，而其个人亦获得该赛事身体素质测试的第二名。
2015年夏季，徐杰随东莞市体育运动学校代表东莞参加广东省第十四届运动会男子篮球（乙组）比赛，并获得亚军，而其本人场均可得超过20分。之后，其跟随深圳队参加了第一届全国青年运动会U16篮球比赛，并取得全国冠军。2017年夏季，徐杰入选以深圳队为班底的广东U18男篮，随队参加第十三届全国运动会，并获得男子篮球项目18岁以下年龄组之冠军，及因此获广东省人民政府记大功。
2018年2月，徐杰首次参加广东华南虎一队的训练。6月，其随宏远青年队获得全国篮球U19青年联赛季军。随后，其再度随队代表东莞参加广东省第十五届运动会男子篮球（甲组）比赛，并获得冠军，而其本人则在该项目总决赛的关键时刻发挥了重要作用，并命中关键罚球。9月，其随队获得2018年全国（U21）青年篮球锦标赛亚军。
高中时期，徐杰就读于东莞光明中学。期间，其带领该校篮球队在2017年东莞中学生篮球比赛上蝉联该赛事冠军。

### 职业生涯

#### 2018-19赛季（新秀赛季）
2018年8月27日，广东华南虎正式宣布将徐杰由青年队上调至一队，出战2018-19赛季中国男子篮球职业联赛。10月23日，其在常规赛第二轮与北京翱龙的第一节比赛中替补出场，随即抛投上篮，完成在CBA赛场的首秀及首次得分。11月8日，其在常规赛第九轮与广州龙狮的第四节比赛最后3分钟出场，并因在此期间命中全数8次罚球而获得关注，其后在常规赛第十二轮与青岛雄鹰的比赛中获得27分钟的出场时间，得分亦首次达到双位数（11分）。总决赛第一场，其在不到15分钟的出场时间内命中全数1个两分球及4个三分球，获得14分，并贡献2次抢断，这使得其成为CBA历史上第一位在总决赛出场的“00后”篮球员，同时亦令其得到传媒及公众的大量关注。最终，徐杰在其新秀赛季常规赛阶段获得了12.5分钟的平均出场时间，全赛季的平均数据则为4.4分、1.2个篮板及0.8次助攻。赛季期间，徐杰还入选了2019年中国男子篮球职业联赛全明星赛星锐赛南区星锐队。
在随后的休赛期，徐杰于2019年8月31日随队于博罗参加与广州龙狮的热身赛，并贡献18分，是为其首次以广东华南虎球员身份在家乡比赛。之后，其又作为主力队员随队参与了2019年中欧俱乐部冠军杯及2019年亚洲篮球俱乐部冠军杯，及被安排出席东莞报业传媒集团“妈咪HOME&宏远篮球嘉年华”系列活动和第四届东莞大学生篮球联赛开幕礼。

#### 2019-20赛季
相较上一赛季，徐杰的第二个CBA赛季开场表现稍显平庸，但随着赛程的推进，其在球队内的作用被认为是愈发重要。复赛后，徐杰先是在2020年6月28日对阵福建鲟的比赛中出场26分钟，获得21分、10次助攻的“两双”数据；随后在7月23日对阵南京大圣的比赛中取得23分，是为其职业生涯迄今为止的最高单场得分。而在季后赛阶段，徐杰又在数场比赛中发挥极为重要的作用，包括在半决赛对阵北京鸭第一场的加时赛最后阶段及总决赛对阵辽宁飞豹第三场末节最后时刻抢下关键前场篮板。整个赛季，其总共于48场比赛中出场，平均每场比赛可得5.1分、1.8个篮板，及贡献2.3次助攻和1.1次抢断。赛季期间，徐杰再一次入选2020年中国男子篮球职业联赛全明星赛星锐赛南区星锐队，在比赛中获得7分及送出5次助攻。
赛季结束后，徐杰于2020年8月30日出席2020年惠州市男子篮球联赛颁奖礼，并被授予“惠州篮球推广大使”之称号。之后，其与欧阳娜娜及黄明昊等人为《GQ》杂志的中国大陆版本拍摄了2020年9月号的封面照片。

#### 2020-21赛季
2020年6月28日，广东143-126大胜福建，豪取18连胜。此役徐杰替补出战26分钟，得到全队第二高的21分并送出全场最高的10助攻，两项均是个人CBA生涯新高，也是生涯首次两双。

### 国家队生涯
2014年，徐杰入选中国国家男子少年篮球队。2015年4月，其随队参加2015亚特拉斯洲际青年男子篮球巅峰争霸赛，在对阵立陶宛国家男子少年篮球队的比赛中替补出场。同年秋季，其随队获得2015年亚洲U16青年男子篮球锦标赛铜牌，个人场均数据为8.7分、2.4篮板及3.1助攻。2016年4月，其与国少队部分成员一同在新疆克拉玛依参加了“汇翔激光杯”四国男篮争霸赛，并在决赛中首发出场。6月，其入选2016年U17世界青年篮球锦标赛中国国少队12人名单。
2018年2月12日，徐杰入选2018年亚洲U18青年篮球锦标赛中国国家男子青年篮球队集训名单。8月，其随中国国青队参加以上比赛，最终获得铜牌；这期间，其场均出场时间为全队最高的30.8分钟，并能获得10.9分及送出4.9次助攻。2019年5月16日，其再度入选中国国家男子青年篮球队备战2019年U19世界青年篮球锦标赛热身赛的名单，并在上述热身赛中获得23.6分钟的场均上场时间，平均每场可得11分、3个篮板及贡献2.8次助攻，及凭上述表现于6月26日入选该年度U19国青男篮的12人正式名单。
2020年8月26日，徐杰首次入选中国国家男子篮球队短期集训名单。2021年2月2日，中国篮球协会公布参加2021年男篮亚洲杯预选赛的中国男篮集训名单，徐杰入选；6月28日，FIBA官网更新了中国男篮奥运落选赛12人名单，徐杰在列，并在上述落选赛中出场，场均可得7分，场均助攻3次。

## 人物

### 技术特点
虽然徐杰的身高被认为是并未达到控球后卫的标准，但其基本功扎实，防守技术过硬，且具备较快的临场反应能力及较高的心理素质，并对自身有着非常明确的定位。在比赛中，徐杰以串联、组织见长，被认为是有良好的大局观。在进入职业联赛初期，其即被认为是具备了“与年龄完全不相符的成熟与老练”，亦有“小、快、灵”的东莞篮球典型风格。而与其他年轻球员相同，其亦存在发挥不稳定的问题；同时其身体条件较为一般，被认为是在对抗强度太高或对方防守质量太强时难以发挥自身特点。
在中国国家男子青年篮球队期间，该队U19助理教练鲍勃·麦金农曾形容徐杰打球时极其拼命，并“享受防守给他带来的一切”。

### 人物特点
- 由于在赛场上表现较为成熟，故其被传媒及支持者称呼为“徐老师”。[34]
- 与郭昊文、王泉泽被传媒合称为“国青三巨头”。[52]
- 由于在中国男子篮球职业联赛比赛期间时常在场边被主教练杜锋训斥，故其与胡明轩、曾繁日、杜润旺被球迷戏称为“挨骂F4”。[64]
- 虽然身高只有178，但经常可以在比赛的关键时刻拼抢到关键的篮板，故其被网友送外号称呼为“徐中锋”。[65]
- 因为身高等级、打球位置及在国青队的球衣号码相同，徐杰在生涯早期常被与同样在广东华南虎效力过的陈江华相提并论，并有人认为其会成为“下一个陈江华”。但徐杰本人并不赞同这一表述。[3]
- 被广东华南虎二队主教练曲绍斌认为是其在华南虎青训系统中指导过的最为“好管”的青年球员。[66]
- 有完美主义性格，惧怕犯错。[67]

### 球衣号码
- 2号：在广东华南虎效力时使用的号码。[27]
- 4号：代表中国国家男子少年篮球队及中国国家男子青年篮球队参赛时[3]，以及在广东宏远青年队效力时使用的号码[68]。
- 30号：代表中国国家男子篮球队在2022年亞洲盃籃球賽参赛使用的号码。[69]

## 数据

### CBA常规赛
| 賽季    | 球隊       | GP | GS | MPG   | FG%  | 3P%  | FT%  | RPG | APG | SPG | BPG | PPG  |
| ------- | ---------- | -- | -- | ----- | ---- | ---- | ---- | --- | --- | --- | --- | ---- |
| 2018-19 | 广东华南虎 | 33 | 0  | 12.61 | 50.0 | 42.0 | 77.8 | 1.3 | 0.8 | 0.8 | 0   | 4.3  |
| 2019-20 | 广东华南虎 | 41 | 0  | 18.49 | 41.8 | 36.4 | 92.9 | 1.6 | 2.1 | 1.1 | 0   | 5    |
| 2020-21 | 广东华南虎 | 45 | 1  | 21.53 | 47.0 | 36.4 | 90.3 | 2   | 3   | 1.2 | 0   | 7.6  |
| 2021-22 | 广东华南虎 | 43 | 9  | 30.6  | 44.5 | 37.9 | 88.6 | 2.5 | 4.9 | 1.1 | 0.1 | 12.1 |

### CBA季后赛
| 賽季    | 球隊       | GP | GS | MPG   | FG%  | 3P%  | FT%   | RPG | APG | SPG | BPG | PPG  |
| ------- | ---------- | -- | -- | ----- | ---- | ---- | ----- | --- | --- | --- | --- | ---- |
| 2018-19 | 广东华南虎 | 11 | 0  | 12.91 | 48.7 | 46.4 | 85.7  | 1   | 0.7 | 0.5 | 0   | 5.2  |
| 2019-20 | 广东华南虎 | 7  | 0  | 20.43 | 34.9 | 22.7 | 75.0  | 2.7 | 3.6 | 1.3 | 0   | 5.9  |
| 2020-21 | 广东华南虎 | 6  | 0  | 23.83 | 32.4 | 32.0 | 100.0 | 3.7 | 2.5 | 1.3 | 0.2 | 7.5  |
| 2021-22 | 广东华南虎 | 7  | 0  | 31.3  | 47.7 | 44.4 | 92.9  | 2.3 | 2.6 | 1.0 | 0.3 | 14.9 |